# Piotr Dziewicki
Piotr Dziewicki, né le 26 juin 1979 à Milanówek, est un footballeur polonais. Il est défenseur au Dolcan Ząbki.

## Biographie
Il a joué pour l'Amica Wronki jusqu'au début de la saison 2006-07. Il a ensuite été transféré à Antalyaspor avec Jarosław Bieniuk. En janvier 2009, il revient au Polonia Varsovie, puis rejoint le Dolcan Ząbki deux ans plus tard.

## Palmarès
- Champion de Pologne : 2000
- Vainqueur de la Coupe de la Ligue polonaise : 2000
- Vainqueur de la Coupe de Pologne : 2001